# Vierambacht
Het waterschap Het Vierambacht was een waterschap in de gemeenten Woubrugge, Ter Aar, Oudshoorn (na 1918 Alphen aan den Rijn) en Rijnsaterwoude in de Nederlandse provincie Zuid-Holland.
Het waterschap was gesticht op 11 januari 1736 en was een samenvoeging van een aantal polders: 
- Vroonlandsche Polder, gesticht in 1638
- Heuvelpolder, gesticht in 1651
- Zwetpolder, gesticht in 1662
- Heerenwegsche Polder
- Middel- en Uiteindsche Polder
- Groote Oudshoornsche Polder
- Kleine Kalkovensche Polder

Dit gebied werd hierna Vierambachtspolder genoemd.